# Zenza Bronica
Bronica o Zenza Bronica  (ゼンザブロニカ?) è stata un'azienda giapponese produttrice di macchine fotografiche "medio formato", con modelli sia a telemetro che reflex.

## Storia

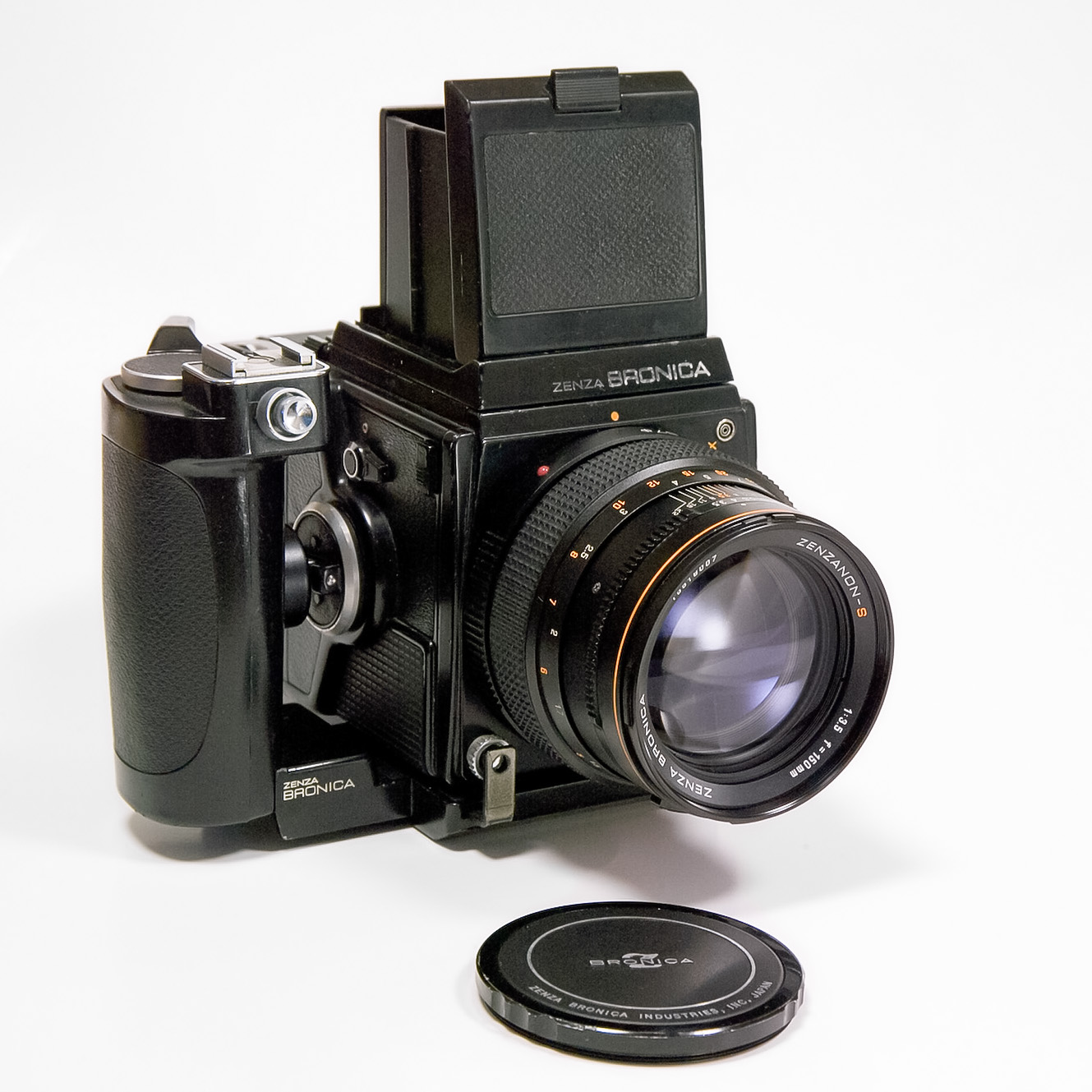
Fotocamera Zenza Bronica SQ

I primi modelli fecero la loro comparsa nel 1958, quando il fondatore della società, Zenzaburo Yoshino, introdusse una nuova fotocamera reflex 6x6 di sua progettazione: la Bronica Z, modello con dorso e mirino intercambiabili, otturatore a tendina con tempi sino a 1/1250s. La Bronica Z e il modello successivo Bronica S, utilizzavano ottiche di alta qualità (Nikkor), e divennero presto prodotti di successo. Successivamente Bronica introdusse obiettivi di sua costruzione.
All'inizio le ottiche fornite dalla Nikon furono il Nikkor P 75/f2,8 - Nikkor H 50/f3,5 - Nikkor D 40/f4,0 - Nikkor Q 135/f3,5 - Nikkor P 200/f4,0.
Prerogativa unica di queste fotocamere era lo specchio reflex che invece di sollevarsi verso l'alto, durante lo scatto della foto (cosa comune a tutte le altre reflex), scivolava verso il basso, permettendo l'uso di grandangolari non retrofocus, con la lente ultima molto vicina al piano focale. Con il modello EC, i progettisti adottarono uno specchio diviso in due parti. La prima, di superficie maggiore, si sollevava verso l'alto, mentre la porzione minore si rovesciava verso il basso. Questo permetteva di continuare ad usare i grandangolari utilizzati per le macchine precedenti, riprendendo la soluzione adottata per l'Exakta 66 verticale del 1953.
Con le successive Bronica SQ/ETR i progettisti tornarono allo specchio unico tradizionale, adottando i nuovi grandangolari retrofocus.

### La Bronica EC/TL
Commercializzata a partire dal 1975, fu la prima reflex 6x6 con esposimetro automatico incorporato a priorità dei diaframmi. Discendente direttamente dal modello EC, era dotata di un otturatore elettronico con tempi da 4' a 1/1000 di sec. comandato da un esposimetro TTL, composto da tre cellule al silicio, con misurazione effettuata al momento dello scatto con il diaframma chiuso all'apertura impostata.
Zenza Bronica Ltd. fu acquistata dal costruttore di ottiche Tamron. 
Questi ha cessato la produzione dello storico marchio nel 2005.